# Chełm Wschodni
Chełm Wschodni (581 m) – szczyt w środkowej części Pasma Chełmu w Beskidzie Makowskim, stanowiący jego niższy wierzchołek. Różnica wzniesień wynosi około 200 m. Z góry tej spływają liczne strumienie, tworząc liczne doliny i jary. Szczyt znajduje się w granicach wsi Zachełmna, pomiędzy Kalwarią Zebrzydowską a Makowem Podhalańskim.

## Pieszeszlaki turystyczne
– żółty Myślenice – Lanckorona – Chełm Wschodni
 – zielony Kalwaria Zebrzydowska – Maków Podhalański
 – czerwony Mały Szlak Beskidzki: Luboń Wielki – Bielsko-Biała